# Heinrich Schwenger
Heinrich Schwenger (* 14. Juli 1840 in Rheda; † 13. März 1906 in Bochum) war ein Baumeister in Bochum.

## Leben
Im Jahre 1877 wurde er mit der Bauausführung der Christuskirche Bochum nach Plänen der Architekten August Hartel und Theodor Quester beauftragt. Schwenger plante 1888 den Gründungsbau und 1905 den Erweiterungsbau Haus C des Bergmannsheils, 1891 und 1899 Erweiterungsbauten der Augusta-Krankenanstalt. Nach seinem Tod im Jahre 1906 übernahm der Architekt Heinrich Schmiedeknecht das Büro und die laufenden Projekte und baute auch weiterhin für viele ehemalige Auftraggeber Schwengers.